# Sloboda-Banyliw
Sloboda-Banyliw (ukrainisch Слобода-Банилів; russisch Слобода-Банилов Sloboda-Banilow, rumänisch Slobozia Bănilei, deutsch (bis 1918) Slobodzia-Banilla) ist ein Dorf in der ukrainischen Oblast Tscherniwzi mit etwa 900 Einwohnern (2001).

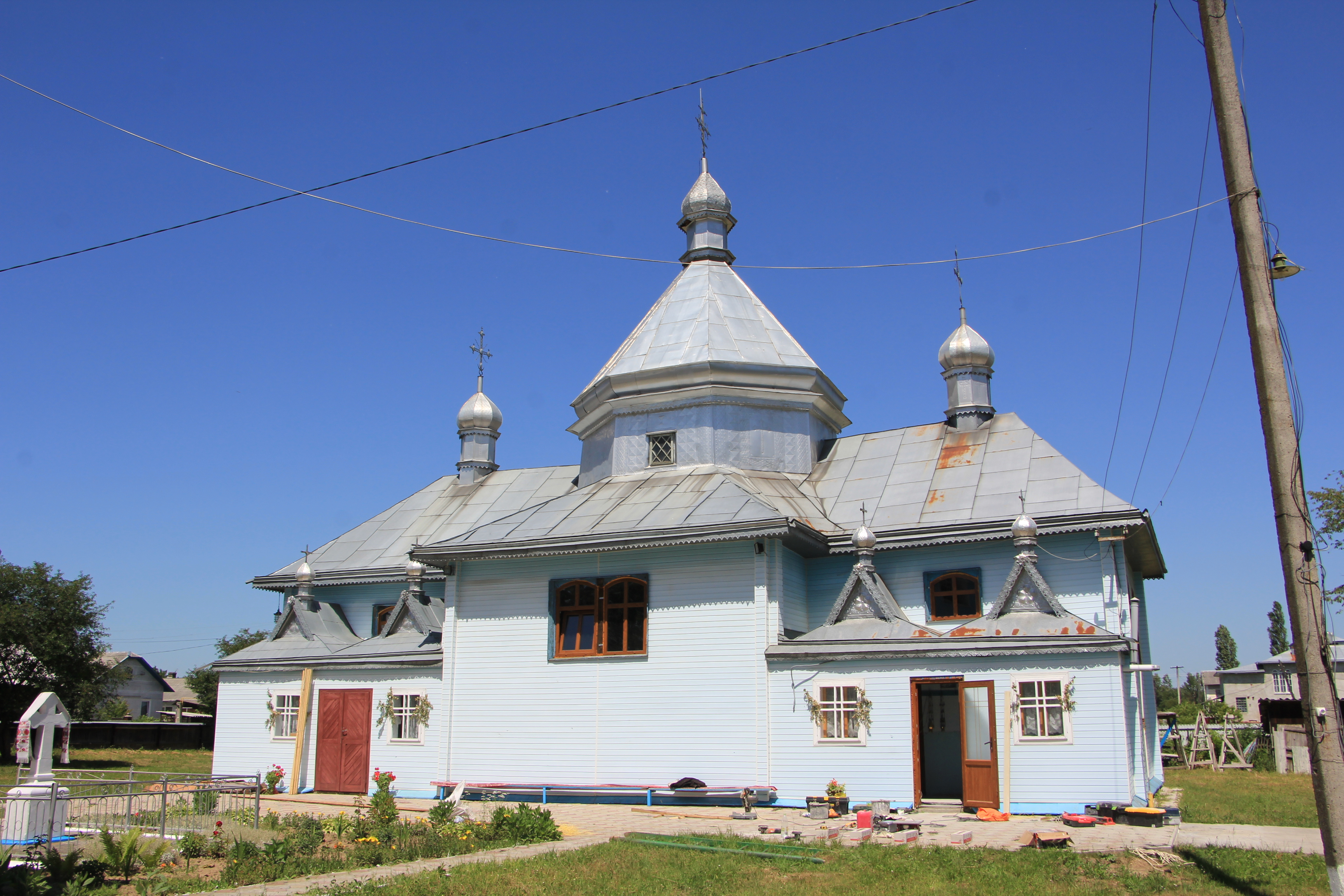
Orthodoxe Sankt-Demetrius-Holzkirche von 1893 im Jahr 2018

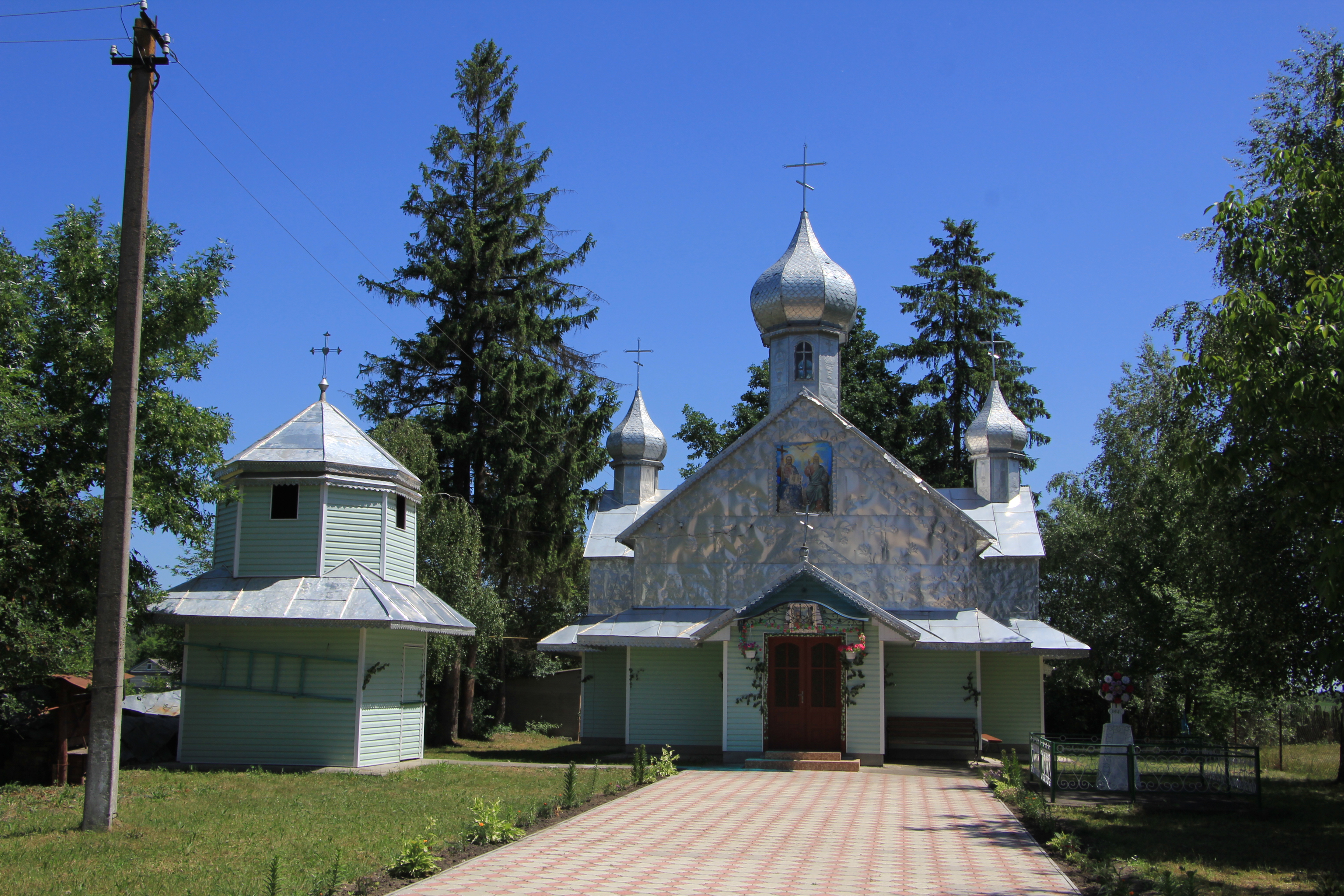
Ukrainisch-katholische Dreifaltigkeitskirche, 2018

Das in der Mitte des 11. Jahrhunderts an der lange umkämpften Grenze zwischen dem Fürstentum Moldau und dem Königreich Polen gegründete Dorf in der nördlichen Bukowina befindet sich im Norden des Rajon Wyschnyzja an der Grenze zur Oblast Iwano-Frankiwsk.
Die Ortschaft liegt 23 km nordöstlich vom Rajonzentrum Wyschnyzja und 48 km westlich vom Oblastzentrum Czernowitz an der Territorialstraße T–26–01 zwischen dem Dorf Banyliw 7 km im Westen und der Stadt Waschkiwzi 8 km im Osten. Durch die Ortschaft fließt die 21 km lange Bereschnyzja (Бережниця), die kurz hinter dem Dorf in den Tscheremosch mündet. Sloboda-Banyliw besitzt eine Bahnstation an der Bahnstrecke Sawallja–Wyschnyzja.
Am 14. September 2016 wurde das Dorf ein Teil der neu gegründeten Stadtgemeinde Waschkiwzi im Rajon Wyschnyzja, bis dahin bildete es die Landratsgemeinde Sloboda-Banyliw (Слобода-Банилівська сільська рада/Sloboda-Banyliwska silska rada) im Norden des Rajons.

## Söhne und Töchter der Ortschaft
- Eugen Kozak (1857–1933), Kirchenslawist und Landeshistoriker